# Loai Nofi
Loai Nofi (en arabe  لؤي نوفي, en hébreu, לואי נופי ; autres orthographes : Loai Noufi, Louay Noufy) est un acteur arabe israélien de cinéma, de théâtre et de télévision né le 14 janvier 1985 à Nazareth. 

## Biographie
Il sort diplômé en 2007 de l'école des arts de la scène Beit Zvi,.
Il a un rôle important dans Une bouteille à la mer de Thierry Binisti et dans Téléphone arabe de Sameh Zoabi, jouant dans les deux cas le cousin du héros principal. Il a aussi joué dans la pièce de théâtre Dritte Generation (3G) de Yaeli Ronen. Dans Zaytoun d'Eran Riklis, il incarne Aboudi, un chauffeur de taxi libanais savoureux et combinard.
À l'Arab-Hebrew Theatre de Jaffa, il a également joué dans Thousand and one nights de Gabi Aldor et Igal Ezraty (d’après Les Mille et Une Nuits) et Legends in the Alley de Gidonat Raz, sous la direction de Norman Issa. Il joue à nouveau en 2009 sous la direction de Norman Issa dans Les Mille et Une Nuits (sous leur titre arabe Alf Layla wa-Layla, transcrit en hébreu) au théâtre Habima de Tel Aviv.

## Filmographie

### Cinéma
- 2019 : Holy Lands d'Amanda Sthers : Hassan
- 2014 : Mon fils (Dancing Arabs) d'Eran Riklis, d'après Les Arabes dansent aussi de Sayed Kashua : Wajdi, le présentateur télé
- 2013 : Zaytoun d’Eran Riklis : Aboudi
- 2013 : Alata de Michael Mayer : Mustafa Na'amne
- 2012 : Le Fils de l'autre de Lorraine Lévy : Jamil
- 2012 : Une bouteille à la mer de Thierry Binisti : Hakim, le cousin de Naïm
- 2010 : Téléphone arabe (titre original Ish lelo selolari (hébreu איש ללא סלולרי), titre anglais Man Without A Cell Phone) de Sameh Zoabi : Muhammad, le cousin de Jawdat (comme Louay Noufy) ; sorti en France le 25 juillet 2012
- 2010 : Miral de Julian Schnabel : Invité de la fête (non crédité)
- 2009 : Lashabiya de Yehezkel Lazarov (en) (court métrage) : Palestinien
- 2009 : Pink Subaru de Kazuya Ogawa : Un voleur de voitures[7],[8] (avec Lana Zreik, Salwa Nakkara, Akram Tillawi et Ruba Blal)
- 2008 : Les Citronniers d'Eran Riklis : Nasser Zidane, le fils de Salma (comme Loai Noufi)

### Télévision
- 2015 : Dig (série télévisée), épisode pilote : Mustafa (comme Loai Noufi)
- 2014 : Tyrant (série télévisée), épisode Gone Fishing : Propriétaire du café
- 2014 : Zagury Imperia (série télévisée) : Hamud
- 2012 : Homeland, épisode The Smile : Douanier (comme Loui Noufi)
- 2011 : Le Serment de Peter Kosminsky :  Hamid (comme Loai Noufi)
- 2010 : Half a Ton of Bronze de Yiftach Chozev : Moussa[2]
- 2010 : Asfur (« oiseau » en arabe, série télévisée) : Amir[2]
- 2009 : Timrot Ashan (Piliers de fumée) d’Oded Davidoff (série télévisée) : Détective Salah[1],[2]
- 2007 : Avoda Aravit (Arab Labor) de Sayed Kashua : Anwar[1]